# Caitlyn Cox
Caitlyn Cox (4 de diciembre de 2005) es una deportista estadounidense que compite en taekwondo. En los Juegos Panamericanos de 2023 obtuvo una medalla de bronce en la categoría de –57 kg.

## Palmarés internacional
| Juegos Panamericanos | Juegos Panamericanos | Juegos Panamericanos | Juegos Panamericanos |
| Año                  | Lugar                | Medalla              | Categoría            |
| -------------------- | -------------------- | -------------------- | -------------------- |
| 2023                 | Santiago (Chile)     | Medalla de bronce    | –57 kg               |